# Cantó de Montalban-5
El cantó de Montalban-5 és un cantó francès del departament de Tarn i Garona, situat al districte de Montalban. Té 10 municipis i el cap cantonal és Montalban.

## Història
| Data d'elecció                           | Identitat     | Partit | Qualitat |
| ---------------------------------------- | ------------- | ------ | -------- |
| 1992-1994                                | José Poujet   | RPR    |          |
| 1994-                                    | José Gonzalez | PRG    |          |
| les dades anteriors no són pas conegudes |               |        |          |
|                                          |               |        |          |